# Samjiyŏn
Samjiyŏn ist eine Stadt in der Provinz Ryanggang-do in Nordkorea. Sie ist eine Planstadt.

## Name
Der Stadtname kommt von drei Seen in der Stadt, die zusammen als Samjiyŏn bekannt sind.

## Geografie
Samjiyŏn liegt in der Nähe des Bergs Paektusan. Es ist einer der wenigen Orte in Nordkorea, in denen Tourismus stattfindet. Touristen können über den Stadt-Flughafen den Berg besichtigen, der in der nordkoreanischen Mythologie eine wichtige Rolle spielt. Samjiyon ist die am dünnsten besiedelte Stadt Nordkoreas.

## Gliederung
Samjiyŏn ist in 10 Dong (Nachbarschaften) und 6 Ri (Dörfer) unterteilt:
- Ikkal-dong (이깔동)
- Kwangmyŏngsŏng-dong (광명성동)
- Mubong-dong (무봉동)
- Ohomultong-dong (５호물동동)
- Paektusanmiryŏng-dong (백두산밀영동)
- Pegaebong-dong (베개봉동)
- P’ot’ae-dong (포태동)
- Ponnamu-dong (봇나무동)
- Rimyŏngsu-dong (리명수동)
- Sinmusŏng-dong (신무성동)
- Chunghŭng-ri (중흥리)
- Hŭnggyesu-ri (흥계수리)
- Sobaeksan-ri (소백산리)
- Paeksam-ri (백삼리)
- Posŏ-ri (보서리)
- T'ongsin-ri (통신리)

## Geschichte
Viele Häuser und Gebäude in Samjiyŏn wurden in den letzten Jahrzehnten modernisiert und viele neue Gebäude, darunter ein Freizeitzentrum für Jugendliche, wurden 2005 fertiggestellt. Beliebte Aktivitäten in Samjiyŏn sind Skifahren und verschiedene Aktivitäten für Schulkinder, wie zum Beispiel Pfadfinden.
Im Dezember 2019 eröffnete Kim Jong-un eine fertiggestellte Erweiterung der bestehenden Siedlung, die von den staatlichen Medien als „moderne“ Stadt mit Wohnhäusern und Industrieparks beschrieben wurde. Die Stadt war bis zur Entscheidung über eine Aufwertung ihres Status im Dezember 2019 als Kreis bekannt. Die Modernisierung der Stadt Samjiyon soll auch dazu beitragen, den Tourismus in Nordkorea (DVRK) anzukurbeln.

## Tourismus
In Samjiyŏn gibt es das Großmonument Samjiyŏn und die Skisprungschanze Samjiyŏn. Es ist bekannt für Skitourismus. Im Sommer 2024 war Baubeginn für ein neues Skigebiet.

## Transport
Der Flughafen Samjiyŏn (IATA-Code: YJS) liegt etwa 14 km nordöstlich der Stadt.